# Adam Adach
Adam (Zbigniew) Adach, né le 28 septembre 1962 à Nowy Dwór Mazowiecki, près de Varsovie, est un artiste d'origine polonaise, avec double nationalité polonaise et française. 
Il pratique la peinture, son œuvre multiforme comporte aussi, des dessins, des installations in situ, des photos et des vidéos. 
Ses travaux s'inscrivent dans un dialogue entre des procédures picturales d'abstraction et la manipulation sélective de référents réalistes, provenant de sources photographiques en rapport avec l'histoire sociale et politique du XXe siècle et la mémoire individuelle. 

## Biographie
Pendant ses études universitaires, dans les années 1980, il participe à la révolte des étudiants contre le régime communiste. Il obtient son diplôme de médecin vétérinaire en 1987. En 1989, il devient bénévole de la communauté L'Arche Internationale, d'abord en France et puis en Angleterre. Il commence ses études artistiques aux Beaux-Arts de Lyon et puis les complète à l'ENSBA de Paris, où il obtient son diplôme en 1995.

## Expositions

### Expositions collectives
Entre 1995 et 2017, Adam Adach participe à près de quatre-vingt-dix expositions collectives, dont:
- 2004 : Recent Acquisitions, Centre Pompidou
- 2006 : Profiles, Istanbul, Pera Museum
- 2006 : Le mouvement des images, Paris, Centre Pompidou
- 2006 : Zurück zur Figur – Malerei der Gegenwart, Kunsthalle der Hypo-Kulturstiftung, Munich
- 2007 : Intrusions au Petit Palais, Musée des Beaux-Arts de la Ville de Paris et Museum Franz Gertsch, Berne
- 2007 : FIAC,Paris, Cour Carrée du Louvre -  nomination, Le Prix Marcel Duchamp
- 2008 : HeartQuake, Jerusalem, Socio-Political Contemporary Art Museum
- 2009 : Painting And Its Environs / About the Gallery Nächst St Stephan, Espagne, Palacio de Zaragoza
- 2010 : Ars Homo Erotica, Muzeum Narodowe w Warszawie, Varsovie
- 2012 : Fruits de la passion, Paris, Centre Pompidou
- 2014 : Fruits de la Passion, Kobe, Musée d'Art de Hyogo
- 2015 : Le Cambrioleur, ADIAF, Balta Nakts, Riga, Riga Art Space
- 2016 : Our National Body, Kiev, Taras Shevchenko National Museum
- 2016 : Entre Sistemas, Malaga, Centro de Arte Contemporaneo Velez-Malaga Francisco Hernandez
- 2017 : Chers Maîtres, Galerie Paris, Jean Brolly
- 2017 : Tous, des Sang-mêlés,Val-de-Marne, MAC VAL Musée d’art contemporain du Val-de-Marne.

### Expositions individuelles
Parmi les expositions individuelles d'Adam Adach, on compte : 
- 2015 : Orties, Galerie Jean Brolly, Paris
- 2013 : Musée de Cahors Henri-Martin, avec catalogue
- 2012 : Reprezentacja, BWA Warsaw, Varsovie
- 2011 : Cease-fire, Galleri Bo Bjerggaard, Copenhague, avec catalogue
- 2010 : Go-Between, Galerie Nächst St Stephan Rosemarie Schwarzwälder, Vienne
- 2010 : Morsure, Galerie Jean Brolly, Paris
- 2008 : La Galerie, Centre d'art contemporain, Noisy-le-Sec, avec catalogue
- 2008 : Cheap History, Gallery Arndt & Partner, Berlin
- 2007 : Chemical Sunset, D'Amelio-Terras Gallery, New York
- 2007 : The Evil-Pop+Politik, Galerie Lehmann, Dresde
- 2007 : Portrety. Lustra, Centre for Contemporary Art Ujazdowski Castle, Varsovie, avec catalogue
- 2007 : Stille Beobachtung, Galerie nächst St. Stephan Rosemarie Schwarzwälder, Vienne
- 2007 : Ivernia, Arndt & Partner, Zurich
- 2005 : Musée National Message Biblique Marc Chagall, Nice, avec catalogue
- 2004 : Centre d’Art Contemporain, Château des Adhémar, Montélimar, avec catalogue (2004).

## Œuvre
Les motifs des tableaux d'Adam Adach s'inspirent souvent d'objets ou de lieux de l'espace visuel de la vie quotidienne contemporaine ou de moments-clé du XXe siècle. Cette dimension de son travail est perçue, par les commentateurs, comme imbriquée dans des logiques post-figuratives. En réalisant des performances chirurgicales sur les images-source, l'artiste revendique l'idée de collage mental caractéristique du cinéma d'Eisenstein. Les options picturales de l'artiste ont une dimension narrative qui tisse des liens entre l'individuel et le collectif, au point d'affronter artistiquement des moments ou des situations parmi les plus traumatiques de l'histoire du XXe siècle.

## Publication
- Adam Adach, « Na Pytania dzieci odpowiada Adam Adach ». In M. Gozdziewski et J. Rentowska (org.), Sztuka wspolczesna dla wzystkich dzieci. Warszawa: Zacheta Narodowa Gleria Sztuki, 2005, p. 14-20